# Đứt gãy đẩy mù
Một trận động đất đứt gãy đẩy mù xảy ra dọc theo một đứt gãy nghịch mà không có dấu hiệu nào trên bề mặt Trái Đất, do đó gọi là "mù". Các đứt gãt như vậy không nhìn được ở bề mặt Trái Đất, không xác định được bằng các phương pháp vẽ bản đồ địa chất bề mặt tiêu chuẩn. Đôi khi chúng được phát hiện qua kết quả của địa chấn thăm dò dầu mỏ; trong các trường hợp khác sự tồn tại của nó không dự đoán được.
Mặc dù những trận động đất như vậy không nằm trong số những trận động đất có năng lượng lớn nhất, chúng đôi khi có sức tàn phá cao nhất, khi các điều kiện kết hợp để tạo thành một trận động đất đô thị ảnh hưởng lớn mức độ thiệt hại.

## Đứt gãy đẩy mù
Đứt gãy đẩy mù thường tồn tại gần lề mảng kiến tạo, trong vùng nhiễu loạn rộng. Chúng hình thành khi một phần của lớp vỏ Trái Đất là dưới áp lực nén cao, do va chạm lề mảng, hoặc các cách khác làm các mảng được trượt qua nhau.

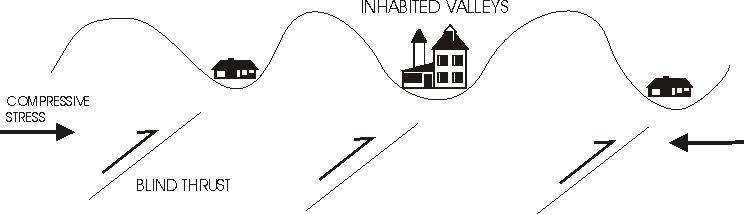
Sơ đồ đứt gãy đẩy mù

Như thể hiện trong sơ đồ, một mảng yếu chịu nén thường tạo thành tấm đứt gãy, hoặc chồng lên nhau. Điều này có thể tạo thành địa hình một ngọn đồi và thung lũng, với những ngọn đồi là phần mạnh hơn, và các thung lũng bị xáo trộn do đứt gãy và uốn nếp. Sau một thời gian dài xói mòn làm cho các cảnh quan có thể nhìn thấy được san phẳng, với chất liệu bị xói mòn từ những ngọn đồi lấp đầy những thung lũng và ẩn che đi địa hình địa chất đồi-và-thung-lũng. Đá ở thung lũng rất yếu và thường bị phong hoá rất lớn, ở dưới sâu và làm đất đai màu mỡ; một cách tự nhiên, khu vực này thường trở nên đông dân cư. Mặt cắt địa chấn phản xạ cho thấy các đá bị xáo trộn này làm che đi đứt gãy đẩy mù.
Nếu khu vực này đang được nén hoạt động các đứt gãy liên tục vỡ nứt, nhưng những thung lũng như vậy thường chỉ có 1 trận động đất trong vài trăm năm. Mặc dù thường thì của độ lớn của nó là 6-7 so với độ lớn 9 độ của các trận động đất lớn nhất trong thời gian gần đây, một trận động đất như vậy là đặc biệt có sức tàn phá vì những con sóng địa chấn xảy ra trực tiếp, và đất mềm của khu vực thung lũng có thể khuếch đại chuyển động của sóng địa chấn mười lần trở lên.
Người ta nói rằng các trận động đất đứt gãy đẩy mù tạo ra nhiều thiệt hại với đô thị hơn so với các trận động đất 'lớn' có độ lớn 8 độ trở lên.

## Ví dụ

### Một đứt gãy đã được biết đến
- Los Angeles, California, Hoa Kỳ, có nhiều động đất đang được nghiên cứu. Ngoài đứt gãy bề mặt, một số đứt gãy đẩy mù đã được tìm thấy dưới khu vực bồn địa và khu vực đô thị.[4][5] Một nghiên cứu của NASA trong đó kết hợp các hình ảnh vệ tinh radar và quan sát hệ thống định vị toàn cầu cho thấy "kiến tạo ép trên khắp Los Angeles" "có khả năng sẽ tạo ra những trận động đất trên một trong hai hệ thống đứt gãy đẩy mù ở công viên Elysian hoặc đồi Puente.[6]
- Vùng đứt gãy Bajo Segura, Tây Ban Nha
- Hệ thống đứt gãy Fukaya, Nhật (gần Tokyo)
- Hệ thống đứt gãy Uemachi, bồn địa Osaka, Nhật

### Các sự kiện cụ thể
- Động đất Whittier Narrows 1987
- Động đất Northridge 1994
- Động đất Haiti 2010
- Động đất Visayas 2012